# Ariadna Gil
Pour les articles homonymes, voir Gil et Giner.
Ariadna Gil i Giner, née à Barcelone le 23 janvier 1969, est une actrice espagnole.

## Biographie
Bigas Luna la découvre pour son film Lola en 1986. Après quatre films en catalan, elle participe au film en castillan d'Emilio Martínez-Lázaro Amo tu cama rica en 1991.
De 1993 à 2007, elle a joué dans plus de trente films, comme Libertarias de Vicente Aranda, Le Labyrinthe de Pan (El laberinto del fauno) de Guillermo del Toro ou Soldados de Salamina de son compagnon David Trueba.

## Filmographie
- 1986 : Lola de Bigas Luna
- 1988 : El complot del Anells d'Álvaro Fernández Armero
- 1990 : Un submarí a les Tovalles d'Ignasi P. Ferré
- 1990 : Capitán Escalaborns de Carlos Benpar
- 1991 : Barcelona Lamento d'Óscar Aibar
- 1991 : Amo tu cama rica d'Emilio Martínez-Lázaro
- 1992 : Mal de amores de Carlos Balague
- 1992 : El columpio (court métrage) d'Emilio Martínez-Lázaro
- 1994 : Belle Époque de Fernando Trueba
- 1994 : Todo es mentira d'Álvaro Fernández Armero
- 1994 : Los peores años de nuestra vida d'Emilio Martínez-Lázaro
- 1995 : Mécaniques célestes (Mecánicas celestes) de Fina Torres
- 1995 : Atolladero d'Óscar Aibar
- 1995 : Antártida de Manuel Huerga
- 1996 : Pasiones rotas de Nick Hamm
- 1996 : Tranvía a la Malvarrosa de José Luis García Sánchez
- 1996 : Malena es un nombre de Tango de Gerardo Diego
- 1996 : Libertarias de Vicente Aranda
- 1997 : Lágrimas negras de Ricardo Franco
- 1998 : Talk of Angels de Nick Hamm
- 1998 : Don Juan de Jacques Weber
- 2000 : Jet Set de Fabien Onteniente
- 2000 : Segunda piel de Gerardo Vera
- 2000 : Obra maestra de David Trueba
- 2001 : Nueces para el amor d'Alberto Lecchi
- 2001 : Torrente 2: Misión en Marbella de Santiago Segura
- 2001 : El lado oscuro del corazón 2 d'Eliseo Subiela
- 2002 : La virgen de la lujuria d'Arturo Ripstein
- 2002 : El embrujo de Shangai de Fernando Trueba
- 2002 : El beso del oso de Sergeï Bodrov
- 2003 : Soldados de Salamina de David Trueba
- 2003 : Les Parents terribles (téléfilm) de Josée Dayan
- 2005 : Hormigas en la boca de Mariano Barroso
- 2005 : Ausentes de Daniel Calparsoro
- 2006 : Capitaine Alatriste d'Agustín Díaz Yanes
- 2006 : Le Labyrinthe de Pan de Guillermo del Toro
- 2007 : Bienvenido a casa de David Trueba
- 2007 : Una estrella y dos cafes d'Alberto Lecchi
- 2008 : Appaloosa d'Ed Harris
- 2008 : Sólo quiero caminar d'Agustín Díaz Yanes
- 2009 : El baile de la Victoria de Fernando Trueba
- 2009 : Elles et moi (TV) de Bernard Stora
- 2011 : Værelse 304 de Birgitte Stærmose
- 2012 : The Boy Who Smells Like Fish d'Analeine Cal y Mayor
- 2013 : Sola contigo d'Alberto Lecchi
- 2013 : Vivir es fácil con los ojos cerrados de David Trueba
- 2014 : Vivieron por encima de sus posibilidades d'Isaki Lacuesta
- 2014 : L'altra frontera d'André Cruz Shiraiwa
- 2017 : Rescue under fire d'Adolfo Martínez
- 2025: Un fantôme dans la bataille d'Agustín Díaz Yanes[1]

## Distinctions
- 1992 : Prix Ondas de la meilleure actrice dans Amo tu cama rica (es)
- 1992 : Prix de la meilleure actrice au Festival Internacional de Cinema de Comedia de Peníscola dans Amo tu cama rica (es)
- 1993 : Prix Goya de la meilleure actrice dans Belle Époque
- 1993 : Prix de la meilleure actrice de cinéma aux Fotogramas de plata de Madrid dans Belle Époque
- 1993 : Prix de la meilleure actrice espagnole aux Premios Sant Jordi de Barcelone dans Amo tu cama rica (es)
- 1996 : Butaca de la meilleure actrice catalane de cinéma aux Premis Butaca de teatre i cinema de Catalunya de Barcelone dans Malena es un nombre de tango
- 1997 : Prix de la meilleure actrice Festival del Cinema Sentimentale e Melò de Vérone dans Malena es un nombre de tango
- 1998 : Prix de la meilleure actrice au Festival international de Valladolid (SEMINCI) dans Lágrimas negras
- 2000 : Prix de la meilleure actrice au Festival del Nuevo Cine Latinoamericano de La Havane dans Nueces para el amor
- 2000 : Paoa de la meilleure actrice au Festival Internacional de Cine de Viña del Mar dans Nueces para el amor
- 2001 : Condor d'Argent de la meilleure actrice à l'Asociación de Críticos Cinematográficos de Argentina de Buenos Aires dans Nueces para el amor
- 2004 : ACE de la meilleure actrice de cinéma aux ACE Awards de New York dans Soldados de Salamina
- 2004 : Turia de la meilleure actrice aux Premios Turia de Valence dans Soldados de Salamina.
- 2007 : Prix de la meilleure actrice au Festival Fantasporto dans Ausentes
- 2009 : Prix CEC de la meilleure actrice aux Premios del Círculo de Escritores Cinematográficos de Madrid dans Sólo quiero caminar